# Líjar
Líjar es una localidad y municipio español de la provincia de Almería, Andalucía. En el año 2023 contaba con 389 habitantes. Su extensión superficial es de 28 km² y tiene una densidad de 14,11 hab/km². Sus coordenadas geográficas son 37º 17' N, 2º 13' O. Se encuentra situada a una altitud de 612 m y a 86 km de la capital de provincia, Almería.
Líjar está ubicado en el centro de la provincia de Almería y su término municipal limita con las localidades almerienses de Chercos, Cóbdar, Alcudia de Monteagud, Fines, Albanchez, Cantoria y Macael.

## Toponimia
Líjar parece derivar del término árabe al-disar, cuyo significado es el de serranía.

## Geografía física
El término municipal de Líjar cuenta con una extensión de 22,28 km², y el perímetro de sus lindes alcanza los 25 251 metros. Tiene una altitud media de 735 m s. n. m., mientras que la cabecera se ubica a 593 metros.
| Noroeste: Macael               | Norte: Cantoria           | Nordeste: Albanchez |
| Oeste: Albanchez               |                           | Este: Cóbdar        |
| Suroeste: Alcudia de Monteagud | Sur: Alcudia de Monteagud | Sureste: Chercos    |

### Riesgos naturales
El municipio de Líjar todavía no cuenta con un PTEL que cumpla con la Ley 5/2010 sobre autonomía local.

## Historia
Se conoce de presencia humana en la zona desde la Prehistoria. Al igual que otras zonas de Andalucía, fue ocupada por los cartaginenses y los romanos, atraídos por las riquezas minerales de la comarca. Con la ocupación árabe se da más importancia a la agricultura y se reduce la actividad minera. En la época musulmana Almería contaba con una buena industria de telas finas, como lino y seda. En un recuento de 1846 se contabilizaron en Líjar 25 telares, pero este sector artesano no perduró en el siglo XX.

### La Guerra contra Francia (1870-1983)
Entre julio de 1870 y enero de 1871 tuvo lugar una guerra entre Francia y Prusia. El triunfo de los prusianos sirvió para terminar de configurar la unificación alemana. La derrota fue de gran importancia para Francia, que contabilizó 140.000 muertos. El Rey Alfonso XII realizó un viaje en septiembre de 1883 a Francia, Alemania, Austria y Bélgica.
En Berlín, un banquete de gala con Bismarck, ensalzó la causa prusiana y dio a entender que Alemania contaría con el apoyo de España en el caso de una nueva guerra contra Francia. También fue elegido como coronel honorario de la guarnición de ulanos en Alsacia, un territorio alemán reivindicado por Francia. A su regreso pasó por París con su uniforme prusiano y fue recibido por la plana mayor del gobierno francés, además de por un buen número de ciudadanos franceses. El monarca sufrió una lluvia de insultos, abucheos y le fueron lanzados alguna que otra piedra y otros objetos. A su regreso a Madrid, el monarca fue recibido con una multitud de españoles que le lanzaban vítores en señal de apoyo.
Ante la afrenta sufrida en Francia, el Ayuntamiento de Líjar promulgó el siguiente bando:

[...] Por el Presidente se hizo saber al Ayuntamiento que, al pasar por la Ciudad de París, el Rey D. Alfonso de regreso de su viaje el día veinte y nueve de septiembre último, fue insultado, apedreado y cobardemente ofendido por turbas miserables, pertenecientes a la Nación Francesa.

Que el más insignificante Pueblo de la Sierra de los Filabres debe de protestar en contra de semejante atentado, y hacer presente, recordar y publicar, que solamente una mujer vieja y achacosa, pero hija de España, degolló por si sola treinta franceses que se albergaron, cuando la invasión del año ocho, en su casa. Que este ejemplo solo, es muy bastante para que sepan los habitantes del Territorio Frances, que el pueblo de Líjar, que se compone únicamente de trescientos vecinos y seiscientos hombres útiles, está dispuesto a declararle guerra a toda la Francia, computando por cada diez mil franceses un habitante de esta villa. Pues es necesario que sepa el Territorio Francés, que España ostenta en su escudo, la insignia de más valor que puede ostentar la primera nación del Mundo. Tiene en la nada menos que un León. Cuenta la Historia Española, un Sagunto, un San marcial, Bailén, Zaragoza, Otumba, Lepanto y un Pavía, que ninguna Historia de las que se conocen hasta el día puede presentar ejemplos tan terribles.

Que un Carlos Primero de España, supo hacer prisionero a un Rey Francés, y cuando lo guardaba en Castilla, con cuantas consideraciones se albergan únicamente en pechos Españoles, supo el solo atravesar, la Francia aterrorizando con su figura el Mundo. Que también hubo un Felipe Segundo, que en su reinado supo abarcar de uno a otro confín de la Tierra y que ahora, cuando el Pueblo de España, no cuenta ni con un Gonzalo de Córdoba, ni con un D. Juan Chacón, ni con un Conde de Gabia, ni un Dureña Ponce, hay todavía vergüenza y valor para hacer desaparecer del mapa de los Continentes a la Cobarde Nación Francesa.

El Ayuntamiento tomando en consideración lo expuesto por el Alcalde, acuerda unánimemente declararle Guerra a la Nación Francesa, dirigiendo comunicado en forma debida directamente al Presidente de la República Francesa, anunciando previamente al Gobierno de España esta Resolución.

No teniendo ninguna otra cosa que acordar, se levantó la Sesión, estampando la presente acta, que firman los Srs que sabían y los que no signan, de que yo el Secretario Certifico.
Sesión Ordinaria del Ayuntamiento. 14 de octubre de 1883

No hubo incidentes bélicos importantes y el 30 de octubre de 1983 tras cien años de guerra incruenta se firmó la paz entre Líjar y Francia. Por representación del país galo acudieron el cónsul y vicecónsul de Francia en Málaga y Almería, y en representación de Líjar el alcalde Diego Sánchez Cortés. Se firmó la siguiente acta de paz:

En la villa de Líjar, provincia de Almería, siendo las doce horas del día treinta de Octubre de mil novecientos ochenta y tres.
Reunidos en la plaza pública de esta villa, por una parte los representantes de la Nación Francesa, en las personas del cónsul y vicecónsul de Málaga y Almería, y por otra la Corporación Municipal del Ayuntamiento de Líjar, presidido por su Alcalde D. Diego Sánchez Cortés, siendo testigos de excepción autoridades civiles y militares de la provincia.

Se acuerda firmar la Paz entre Líjar y Francia, tras cien años de guerra incruenta, declarada por este Ayuntamiento el catorce de Octubre de mil ochocientos ochenta y tres.

Y para dejar constancia firman de una parte los representantes del Estado Francés, y de la otra la Corporación Municipal del Ayuntamiento de Líjar, firmando como testigos de excepción autoridades civiles y militares de la provincia y toda la población de Líjar, de lo que yo la secretaria certifico.

## Geografía humana

### Organización territorial
Además de la cabecera municipal, Líjar cuenta también con varias entidades de población según el nomenclátor publicado por el Instituto Nacional de Estadística: La Boquera y Las Huertecicas.

## Geografía humana

### Demografía
Cuenta con una población de 393 habitantes (INE 2024).
| Gráfica de evolución demográfica de Líjar entre 1842 y 2021                                                           |
| |
| Población de derecho según los censos de población del INE. Población de hecho según los censos de población del INE. |

La población de Líjar se ha visto alterada por los flujos migratorios propios en la zona, existiendo dos movimientos  claramente identificados:
- Durante las primeras décadas del siglo XX un elevado número de personas de la localidad emigraron hacia Argentina, radicándose principalmente en las áreas de Rosario y Buenos Aires.
- Durante las décadas de 1960 y 1970 se produjo el mayor movimiento migratorio de la historia de la localidad, principalmente hacia Barcelona y otras provincias de Cataluña (en menor medida) y también hacia países europeos, como Alemania y Francia.

Si bien el desplazamiento de personas en ambos movimientos fue definitivo, estableciéndose la mayor parte en sus nuevos destinos para no volver (sólo de forma esporádica en vacaciones), existió también un movimiento migratorio pronunciado en la década de los 80 del siglo XX de mano de obra masculina hacia el cantón italiano de Suiza con objeto de cubrir puestos de trabajo en la industria de la piedra, retornando a su lugar de origen en la mayor parte de los casos con el transcurso de los años.

### Economía
La principall actividad económica del municipio de Líjar es la minería del mármol.

#### Evolución de la deuda viva municipal
| Gráfica de evolución de Deuda viva del Ayuntamiento de Líjar entre 2008 y 2019                                |
| |
| Deuda viva del Ayuntamiento de Líjar en miles de Euros según datos del Ministerio de Hacienda y Ad. Públicas. |

## Símbolos
Los símbolos del municipio, tanto su escudo como bandera fueron aprobados su uso en el Decreto 29/1994 del día 8 de febrero y se publicará en el Boletín Oficial de la Junta de Andalucía (BOJA) el 18 de marzo del mismo año. 

Escudo del municipio

El escudo del municipio está compuesto por dos cuarteles: en el superior podemos ubicar un olivo de plata sobre una cadena de montañas de oro y en el inferior podemos encontrar su bandera. El escudo estará timbrado con la corona Real Española.

Bandera del municipio

Por otro lado, la bandera es de forma rectangular siguiendo la proporción de 1/2; está dividida por cinco franjas horizontales del mismo tamaño y en el centro de la bandera está el olivo de plata que se encuentra en el primer cuartel del escudo.

## Política
Los resultados en Líjar de las últimas elecciones municipales, celebradas en mayo de 2023, son:
| Elecciones Municipales - Líjar (2023) | Elecciones Municipales - Líjar (2023)    | Elecciones Municipales - Líjar (2023) | Elecciones Municipales - Líjar (2023) | Elecciones Municipales - Líjar (2023) |
| Partido político                      | Partido político                         | Votos                                 | %Válidos                              | Concejales                            |
| ------------------------------------- | ---------------------------------------- | ------------------------------------- | ------------------------------------- | ------------------------------------- |
|                                       | Partido Socialista Obrero Español (PSOE) | 116                                   | 41,57%                                | 3                                     |
|                                       | Partido Popular (PP)                     | 83                                    | 29,74%                                | 2                                     |
|                                       | Izquierda Unida (IU)                     | 79                                    | 28,31%                                | 2                                     |

### Alcaldes
| Legislatura | Nombre                      | Grupo |
| ----------- | --------------------------- | ----- |
| 1979-1983   | Diego Sánchez Ortega        | PSOE  |
| 1983-1987   | Diego Sánchez Ortega        | PSOE  |
| 1987-1991   | Diego Sánchez Ortega        | PSOE  |
| 1991-1995   | José Garrido Cantón         | PSOE  |
| 1995-1999   | Antonio Aliaga Aliaga       | PSOE  |
| 1999-2003   | Crescencio Molina Sánchez   | PP    |
| 2003-2007   | Antonio Sánchez Salmerón    | PP    |
| 2007-2011   | Juan Amorós Martínez        | PSOE  |
| 2011-2015   | José Antonio Crisol Soriano | PP    |
| 2015-2019   | Sergio Sánchez Requena      | PSOE  |
| 2019-2023   | Sergio Sánchez Requena      | PSOE  |
| 2023-act.   | María Jesús Díaz Molina     | PP    |

## Servicios públicos

### Educación
El municipio carece de colegio público propio. Existe el CPR Filabres, compartido con Albanchez, Benizalón, Chercos y Tahal. Posteriormente el alumnado acude a los institutos de Macael, Tabernas o Cantoria para continuar con su educación obligatoria.

### Sanidad
El municipio cuenta con un consultorio, dependiente del Hospital de la Inmaculada, que da servicio de lunes a viernes.

## Cultura

### Patrimonio Artístico y Monumental
Atalaya de Líjar
Es una torre municipal que se ubica en la parte más elevada del municipio. Está rodeada por la muralla y se puede avistar cuando se aproxime desde la carretera AL-5100 que recorre el municipio. Es de forma cuadrangular y se ha utilizado pizarra amarilla de la región. Al vértice oeste se encuentra una torre circular de 11 metros de altura. En el interior de la fortaleza se encuentra la declaración de guerra contra Francia.
Iglesia de Santa María
Su construcción se realizó durante los años 1530 y 1550. En primer momento contaba con tres naves iguales, pero a causa de una inundación en el s. XIX produjo que se reconstruyera y que se quedara de una nave, techos de madera, dos torres: una de la capilla de San Blas y otra del campanario.